# Esperia (piroscafo)
L'Esperia era una turbonave passeggeri costruita nel 1920 e appartenuta alla SITMAR, al Lloyd Triestino e infine all'Adriatica di Navigazione. Fu la prima nave oltre le 10 000 tonnellate di stazza lorda costruita in Italia.

## Caratteristiche
L'Esperia era una nave passeggeri pensata per offrire un servizio di prestigio sui collegamenti tra l'Italia e il Mediterraneo Orientale. Con una stazza lorda di 11 346 tonnellate, fu la prima nave costruita in Italia a superare le 10 000 tonnellate di stazza; era lunga 160,9 metri, larga 18,9 e aveva otto ponti, tre dei quali continui da poppa a prua. L'Esperia era spinta da due eliche quadripala, ciascuna connessa con un riduttore a una turbina a vapore della potenza di 9 500 cavalli; poteva raggiungere una velocità di servizio di 17,5 nodi. 
L'Esperia disponeva di sistemazioni per 417 passeggeri, 183 in prima classe, 118 in seconda, 56 in terza classe distinta e 60 in terza classe comune. In modo innovativo per l'epoca, tutte le cabine di prima classe erano dotate di servizi igienici privati. Gli spazi comuni della nave, in particolare quelli destinati ai passeggeri di prima classe, erano particolarmente sfarzosi e curati.
Gli spazi riservati ai passeggeri erano distribuiti su cinque ponti, indicati con le lettere dalla A alla E dall'alto verso il basso. Sul ponte A (delle imbarcazioni), occupato principalmente dal ponte di comando e dagli alloggi degli ufficiali di coperta, erano presenti delle passeggiate all'aperto e uno spazio dedicato ai giochi all'aperto. Il ponte B (di passeggiata) era interamente occupato da spazi comuni riservati ai passeggeri di prima classe: a prua si trovava una veranda coperta, che si congiungeva con una passeggiata all'aperto che occupata i lati e la parte poppiera del ponte; gli spazi chiusi comprendevano invece una sala da gioco, il vestibolo di prima classe, una sala da scrittura, il salone da musica, il caffè e la parte superiore del salone da pranzo. Il ponte C era il primo continuo su tutta la lunghezza della nave; a prua si trovava la passeggiata all'aperto della terza classe, mentre la parte prodiera e centrale delle sovrastrutture era occupata dagli appartamenti di lusso e dalle cabine di prima classe e dal salone da pranzo di prima classe. Nella parte poppiera del ponte C si trovavano invece gli ambienti comuni di seconda classe, che comprendevano una sala da pranzo, un bar, una sala da musica e una veranda. Sul ponte D (di coperta) erano presenti la passeggiata coperta di terza classe e cabine di prima e seconda classe, queste ultime sistemate a poppa. Il ponte E era infine occupato nella parte a prua da cabine e spazi comuni riservati ai passeggeri di terza classe, nella parte centrale dagli alloggi dei sottufficiali e del personale di camera, e nella parte poppiera da cabine di seconda classe.

## Servizio
L'Esperia fu ordinata nel 1913 alla Società Esercizio Bacini di Genova dalla SITMAR (Società Italiana di Servizi Marittimi), venendo impostata sugli scali del cantiere di Riva Trigoso nel 1914 e scendendo in acqua il 4 ottobre 1917. I lavori proseguirono piuttosto lentamente e la nave fu consegnata alla SITMAR solo il 10 maggio 1920. L'Esperia fu subito messa in servizio sulle linee celeri per Alessandria d'Egitto, con partenze alternate da Venezia (con scalo a Brindisi) e da Genova (con scali a Napoli e Siracusa). Nel 1928, con l'entrata in servizio della nuova Ausonia, l'Esperia rimase fissa sulla linea da Genova. Nel 1932, in seguito alla razionalizzazione dei servizi sovvenzionati effettuata dallo Stato, l'Esperia passò insieme al resto della flotta SITMAR al Lloyd Triestino, Flotte Riunite, rimanendo in servizio sulla stessa linea.
Nel 1933, in occasione del Giubileo indetto da Pio XI, l'Esperia fu impiegata per effettuare delle occasionali crociere verso la Palestina; nel 1935 la nave fu tolta dal servizio espresso, venendo spostata sulla linea circolare Genova - Napoli - Alessandria d'Egitto - Haifa - Beirut - Alessandria - Siracusa - Napoli. Nel gennaio dell'anno seguente l'Esperia fu impiegata per inaugurare la nuova linea celere Genova - Barcellona, ben presto sospesa per lo scoppio della guerra civile. L'Esperia tornò quindi stabilmente sulla linea per il Mediterraneo Orientale, rimanendovi anche dopo che il secondo intervento di razionalizzazione delle linee sovvenzionate l'aveva vista assegnata alla neocostituita Adriatica di Navigazione.
Con lo scoppio della seconda guerra mondiale, il 17 giugno l'Esperia fu requisita dalla Regia Marina, che la utilizzò per effettuare trasporti truppe principalmente tra Napoli e Tripoli. In circa un anno l'Esperia portò a termine 18 viaggi; tra febbraio e marzo 1941 la nave fu utilizzata per rimpatriare 3760 profughi, mentre il 14 aprile 1941 entrò in collisione con il cacciatorpediniere Libeccio e dovette rientrare a Palermo per riparazioni. Il 20 agosto 1941, mentre cercava di sfuggire all'attacco di alcuni aerosiluranti britannici, fu colpita con tre siluri lanciati dal sottomarino britannico HMS Unique, affondando in 14 minuti, con la scomparsa di 31 tra membri dell'equipaggio e soldati a bordo.